# Diaporthe impulsa
Diaporthe impulsa är en svampart som först beskrevs av Cooke & Peck, och fick sitt nu gällande namn av Pier Andrea Saccardo 1882. Diaporthe impulsa ingår i släktet Diaporthe och familjen Diaporthaceae.  Arten är reproducerande i Sverige. Inga underarter finns listade i Catalogue of Life.